# Andy Chang
Chang, Wing Chung, bekannt als Andy Chang, (chinesisch 鄭穎聰 / 郑颖聪, Pinyin Zhèng Yǐngcōng, Jyutping Zeng6 Wing6cung1; * 26. Oktober 1996, Macau) ist ein macauischer Automobilrennfahrer.

## Karriere
Chang begann seine Motorsportkarriere 2010 im Kartsport, in dem er bis 2013 aktiv blieb. Unter anderem wurde er 2012 Zwölfter in der KF1-CIK-FIA-Kartweltmeisterschaft. Darüber hinaus debütierte er 2013 im Formelsport. Er trat als Gaststarter zu je zwei Veranstaltungen der britischen Formel Ford sowie der Formula Masters China an. 2014 wechselte Chang in die britische Formel-3-Meisterschaft zu Double R Racing. Er wurde dreimal Dritter und einmal Zweiter. Nach dem vierten von sieben Rennwochenenden verlor er sein Cockpit. Am Saisonende lag er auf dem sechsten Platz. Er schloss sich daraufhin dem Team West-Tec F3 an und erhielt ein Cockpit in der europäischen Formel-3-Meisterschaft. Er ging bei den letzten drei Veranstaltungen an den Start. Ursprünglich war zu Beginn des Jahres geplant gewesen, dass Chang für das Team West-Tec F3 an Rennen der Euroformula Open teilnimmt, allerdings absolvierte er nur Testfahrten in dieser Serie. 2015 stieg Chang zur zweiten Saisonhälfte mit Fortec Motorsports in die europäische Formel-3-Meisterschaft ein. Ein 17. Platz war sein bestes Ergebnis. In der europäischen Formel-3-Meisterschaft 2016 absolvierte Chang für T-Sport zwei Veranstaltungen.

## Statistik

### Karrierestationen
| - 2010–2013: Kartsport - 2014: Britische Formel-3-Meisterschaft (Platz 6) - 2014: Europäische Formel-3-Meisterschaft (nicht klassifiziert) - 2015: Europäische Formel-3-Meisterschaft (nicht klassifiziert) - 2016: Europäische Formel-3-Meisterschaft (nicht klassifiziert) | - 2020: Chinesische Formel-4-Meisterschaft (Platz 2) |

### Einzelergebnisse in der europäischen Formel-3-Meisterschaft
| Jahr | Team                   | Motor                  | 1   | 2   | 3   | 4   | 5   | 6   | 7   | 8   | 9   | 10  | 11  | 12  | 13  | 14  | 15  | 16  | 17  | 18  | 19  | 20  | 21  | 22  | 23  | 24  | 25  | 26  | 27  | 28  | 29  | 30  | 31  | 32  | 33  | Punkte | Rang |
| ---- | ---------------------- | ---------------------- | --- | --- | --- | --- | --- | --- | --- | --- | --- | --- | --- | --- | --- | --- | --- | --- | --- | --- | --- | --- | --- | --- | --- | --- | --- | --- | --- | --- | --- | --- | --- | --- | --- | ------ | ---- |
| 2014 | Team West-Tec F3       | Mercedes               | SIL | SIL | SIL | HO1 | HO1 | HO1 | PAU | PAU | PAU | HUN | HUN | HUN | SPA | SPA | SPA | NOR | NOR | NOR | MOS | MOS | MOS | SPI | SPI | SPI | NÜR | NÜR | NÜR | IMO | IMO | IMO | HO2 | HO2 | HO2 | 0      | –    |
| 2014 | Team West-Tec F3       | Mercedes               |     |     |     |     |     |     |     |     |     |     |     |     |     |     |     |     |     |     |     |     |     |     |     |     | 20  | 20  | 18  | 18  | 22  | 18  | DNF | 22  | 19  | 0      | –    |
| 2015 | Fortec Motorsports     | Mercedes               | SIL | SIL | SIL | HO1 | HO1 | HO1 | PAU | PAU | PAU | MNZ | MNZ | MNZ | SPA | SPA | SPA | NOR | NOR | NOR | ZAN | ZAN | ZAN | SPI | SPI | SPI | POR | POR | POR | NÜR | NÜR | NÜR | HO2 | HO2 | HO2 | 0      | –    |
| 2015 | Fortec Motorsports     | Mercedes               |     |     |     |     |     |     |     |     |     |     |     |     |     |     |     |     |     |     | 20  | 26  | 21  | 24  | 18  | 23  | 24  | 18  | DNF | 26  | DNF | WD  | DNF | 18  | 20  | 0      | –    |
| 2016 | Threebond with T-Sport | Neil Brown Engineering | LEC | LEC | LEC | HUN | HUN | HUN | PAU | PAU | PAU | SPI | SPI | SPI | NOR | NOR | NOR | ZAN | ZAN | ZAN | SPA | SPA | SPA | NÜR | NÜR | NÜR | IMO | IMO | IMO | HOC | HOC | HOC |     |     |     | 0      | –    |
| 2016 | Threebond with T-Sport | Neil Brown Engineering |     |     |     |     |     |     |     |     |     |     |     |     |     |     |     |     |     |     |     |     |     |     |     |     | 14  | 14  | 16  | 17  | 19  | 17  |     |     |     | 0      | –    |